# 横浜スカイウォーク

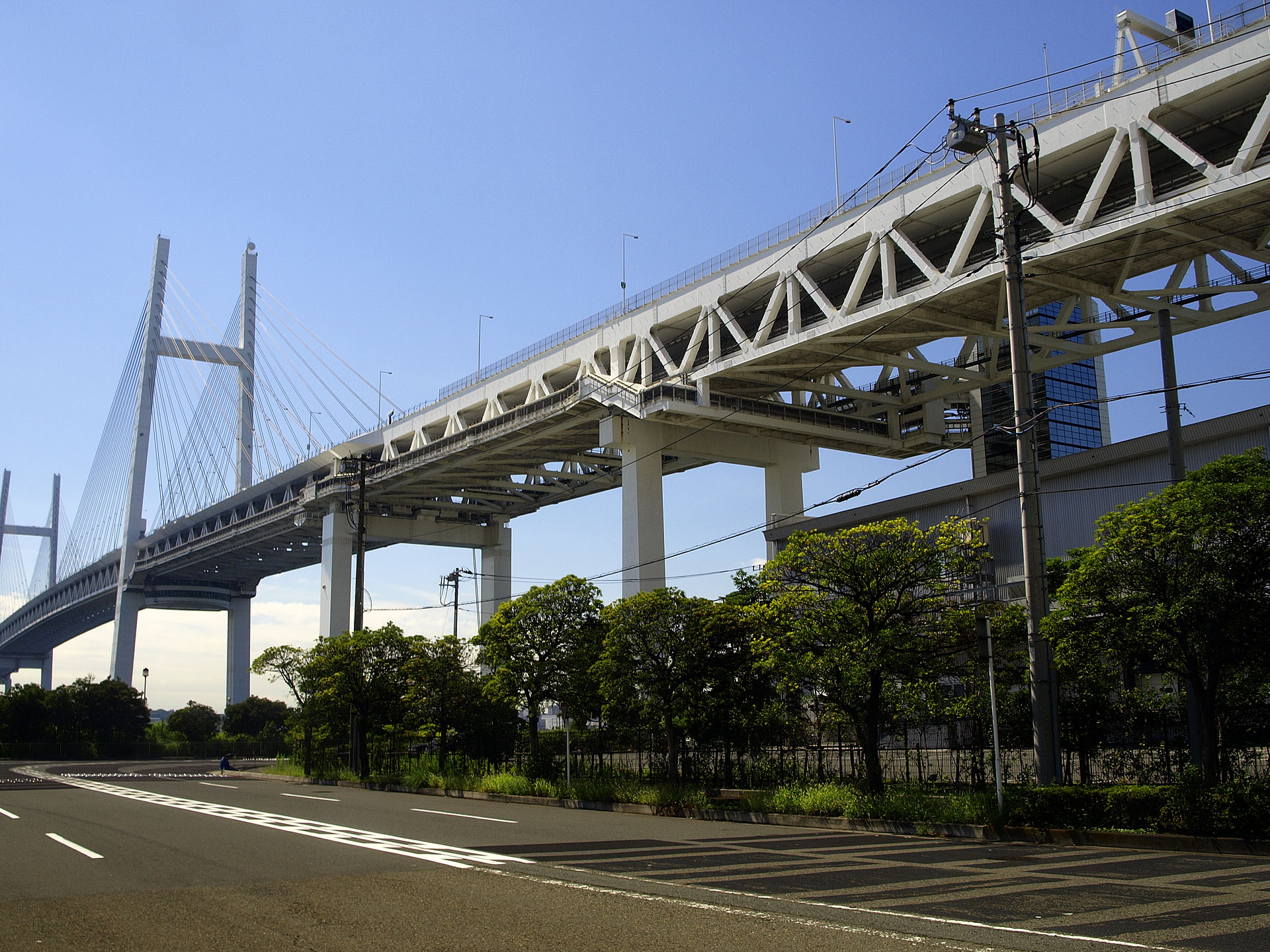
全景

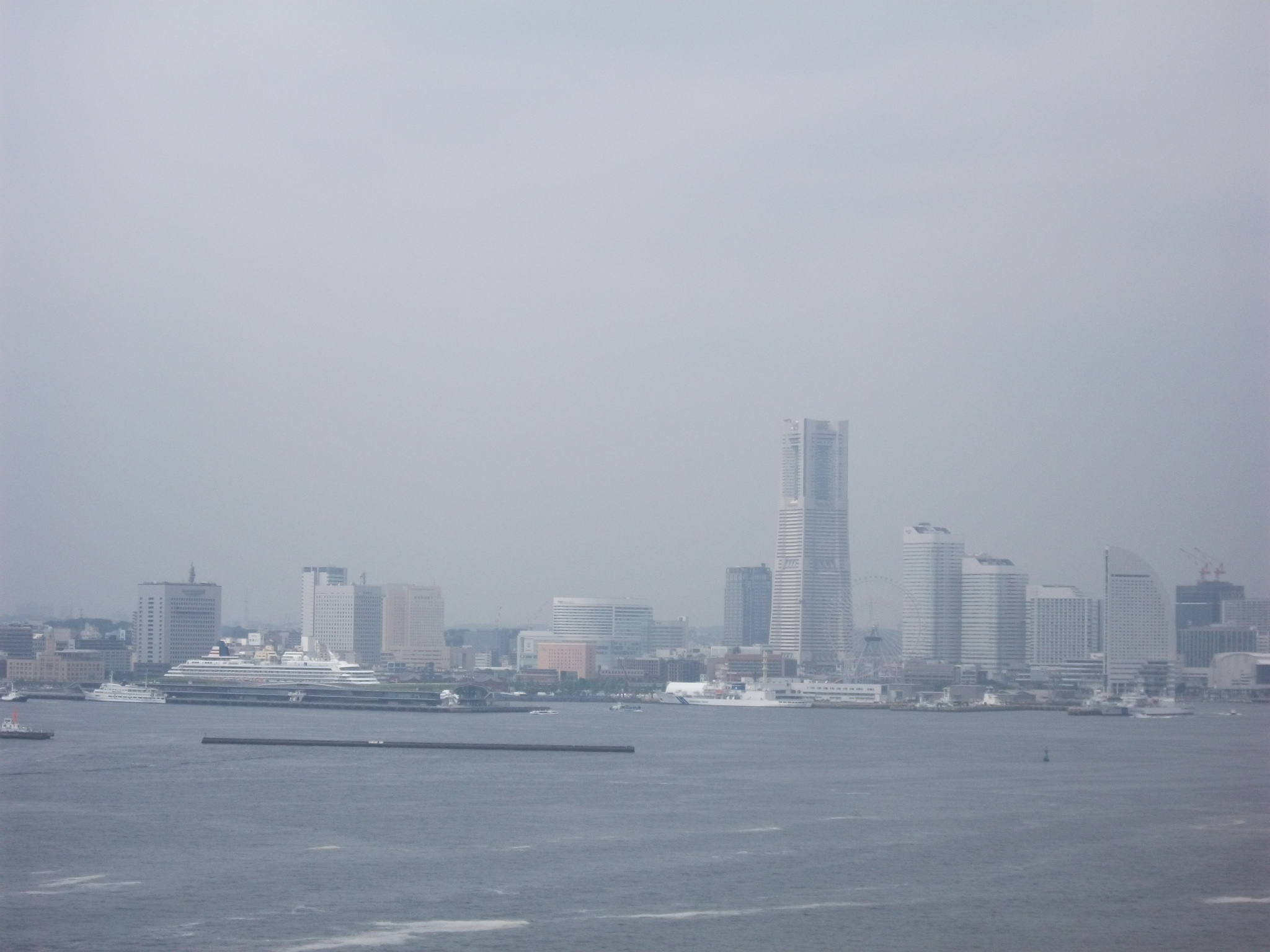
みなとみらい方面の眺望

横浜スカイウォーク（よこはまスカイウォーク）は、横浜ベイブリッジ下層部の展望施設。1989年（平成元年）9月27日から2010年（平成22年）9月26日まで営業を継続していた。2022年6月25日にリニューアルオープンすることになり、横浜港新本牧ふ頭整備事業のPR施設の役割も加わった。

## 概要
横浜ベイブリッジの下層部、大黒埠頭側から約320mに亘って設置された歩行者専用の展望施設である。横浜の市道であり、路線名は「横浜市道スカイウォーク」。一般には単に「スカイウォーク」と呼ばれる。自動車専用道路に併設された日本最初の歩行者専用道路であるが、途中で途切れているため、これを使ってベイブリッジを渡り切ることはできない。
競合となる高層建築物ができて展望施設としての魅力が低下したことや、近隣に建設予定だったショッピングセンターが白紙になったことから、1990年度に約79万人だった利用者数は、2003年度以降は4〜5万人程度にまで減少していた。1993年以降、年間5000万〜1億5000万円程度の赤字となり、開業21年目の2010年9月26日を最後に一旦閉鎖され通行不能となったが、橋脚と一体構造の為に撤去はできず、安全点検の為のメンテナンスは続けられており、またバス停留所の名前として、閉鎖後も「スカイウォーク」の名前が使用されていた。
一方、桁下高55mの横浜ベイブリッジをくぐることのできない大型客船が横浜港に寄港する際は大黒埠頭に停泊するが、遊覧船を使った海上見学会には毎回応募が殺到し、増加する見学者への対応が求められていた。横浜市は客船を間近で見ることのできる施設として、2019年春の同埠頭旅客（CIQ）施設完成に合わせ、当施設の営業再開に向けた検討に入った。市は平成30（2018）年度に1億9300万円を投じて補修を行い、2019年4月から日程を限定した無料開放を開始した。
2019年4月より、大黒埠頭に客船が停泊あるいはベイブリッジの下部を客船が通過する土日祝のみ、当施設（外港〈同埠頭〉側の通路）を無料開放している（※停泊時でも平日は開放しない。また、ゴールデンウィークやイベント開催日など駐車場を一般開放しない日もあり、その場合はイベントに参加するか市営バスなど公共交通を利用する必要がある。当施設の開放日などの詳細情報は横浜市港湾局のサイトを参照のこと）。
2020年に入ってからは新型コロナウイルス感染症の影響から無料開放が見送られ、その後工事に入った。
2022年6月25日から約3年ぶりに開放されることになり、展望台のスカイラウンジでは新本牧ふ頭整備事業の展示も行われることになり、同整備事業のPR施設の役割も担うことになった。リニューアル後、基本営業日は土曜日、日曜日、祝日となり、開放時間は11：00～18：00となる。

## 施設詳細

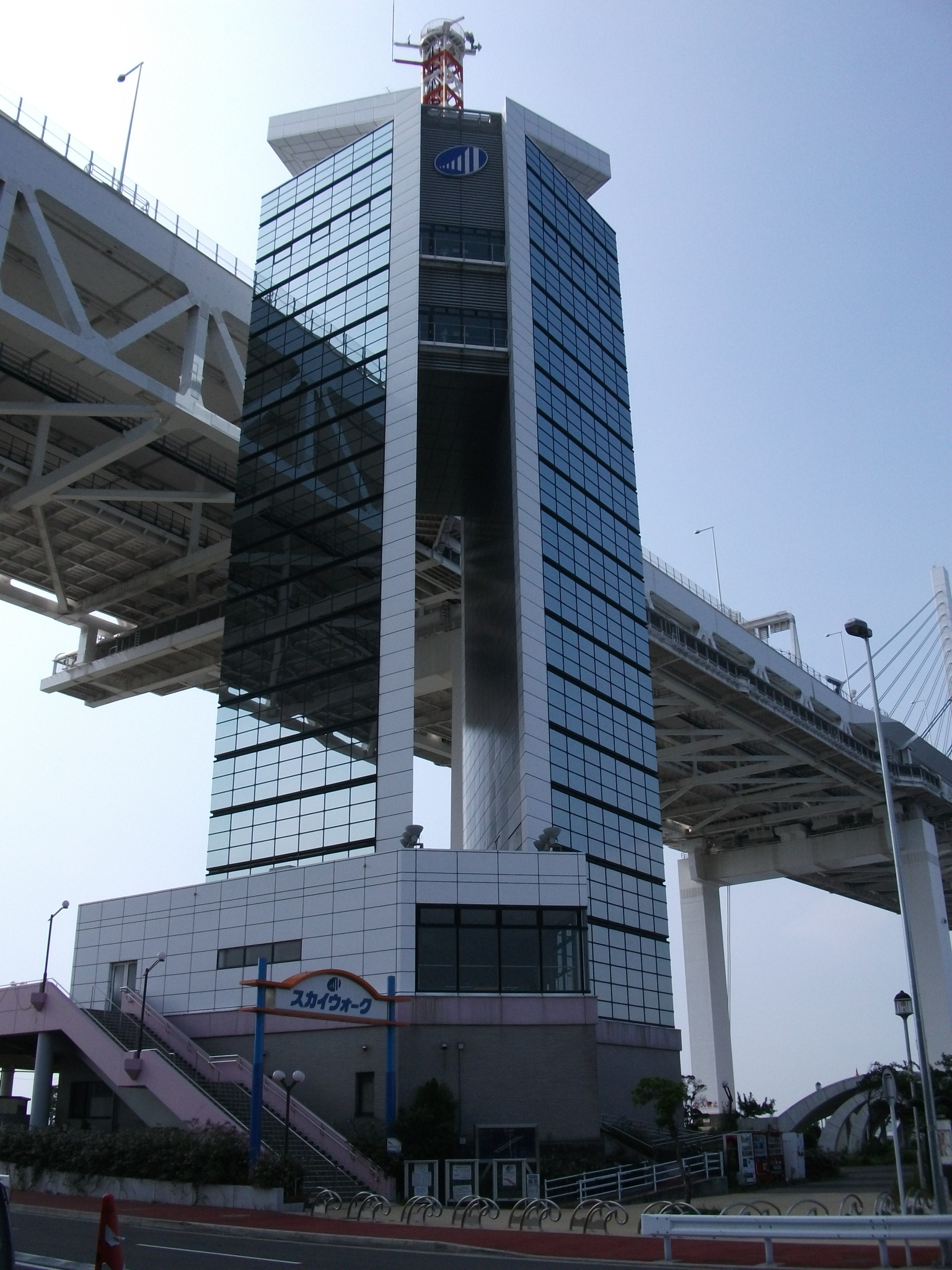
スカイタワー

「スカイタワー」、「スカイプロムナード」、「スカイラウンジ」の3つから構成される。順路が決まっており、スカイタワー4階→スカイプロムナード（北側）→スカイラウンジ→スカイプロムナード（南側）→スカイタワー3階の順に訪れる。

### スカイタワー
横浜港の大黒埠頭にあるガラス張りのタワーである。2階のチケットカウンター（現在は撤去）で入場券を購入したあとエレベーターで4階に上り「スカイプロムナード」に入る。中央監視室を始めとする様々な防災設備が配置されている。
スカイタワーには、横浜海上保安部が設置した、横浜港の内外を往来する船を監視するためのレーダーが設置されている。また、NHK横浜放送局やテレビ神奈川が情報カメラを設置し、周辺の風景の映像を放送で使用している。なお、テレビ神奈川についてはスカイウォーク閉鎖後に同所にあった情報カメラを撤去し、横浜港大さん橋に移設している。
- 床面積 : 2112.47m2
- タワー高さ : 60m
- エレベーター : 25人乗り2基

### スカイプロムナード

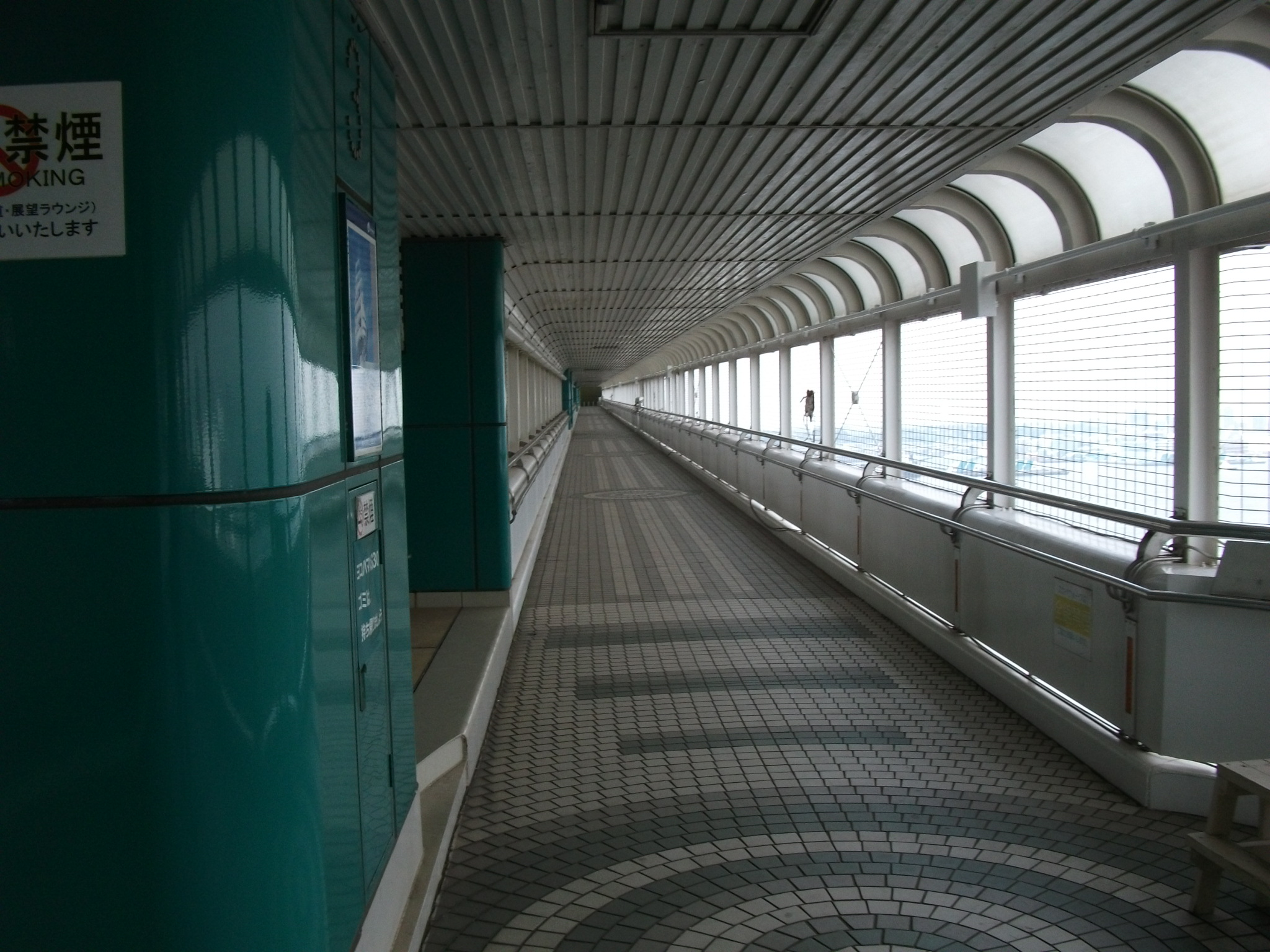
スカイプロムナード

ベイブリッジ下層の両横に取り付けられた空中散策路であり、行き帰り各1本ずつの通路が国道357号を挟むように設置されており、スカイタワーとスカイラウンジを結んでいる。外との仕切りは金網であるため、潮風を受けながら散策できる。国道357号の開通は2004年4月24日であり、以降は自動車の走行音が響くようになった。途中に休憩所が片道6カ所、計12カ所あり、無料の望遠鏡が設置してある。途中にある3つの階段には、いずれも身障者用リフトがあるが、閉鎖後にメンテナンスされていないため、現在は使用されておらず、別途車椅子用のリストが配備されている。
- 遊歩道：幅2.5m 片道約320m
- 海面からの高さ：50 - 60m（平均勾配3.3%）
- 身障者用斜路リフト：3基（使用停止）

### スカイラウンジ

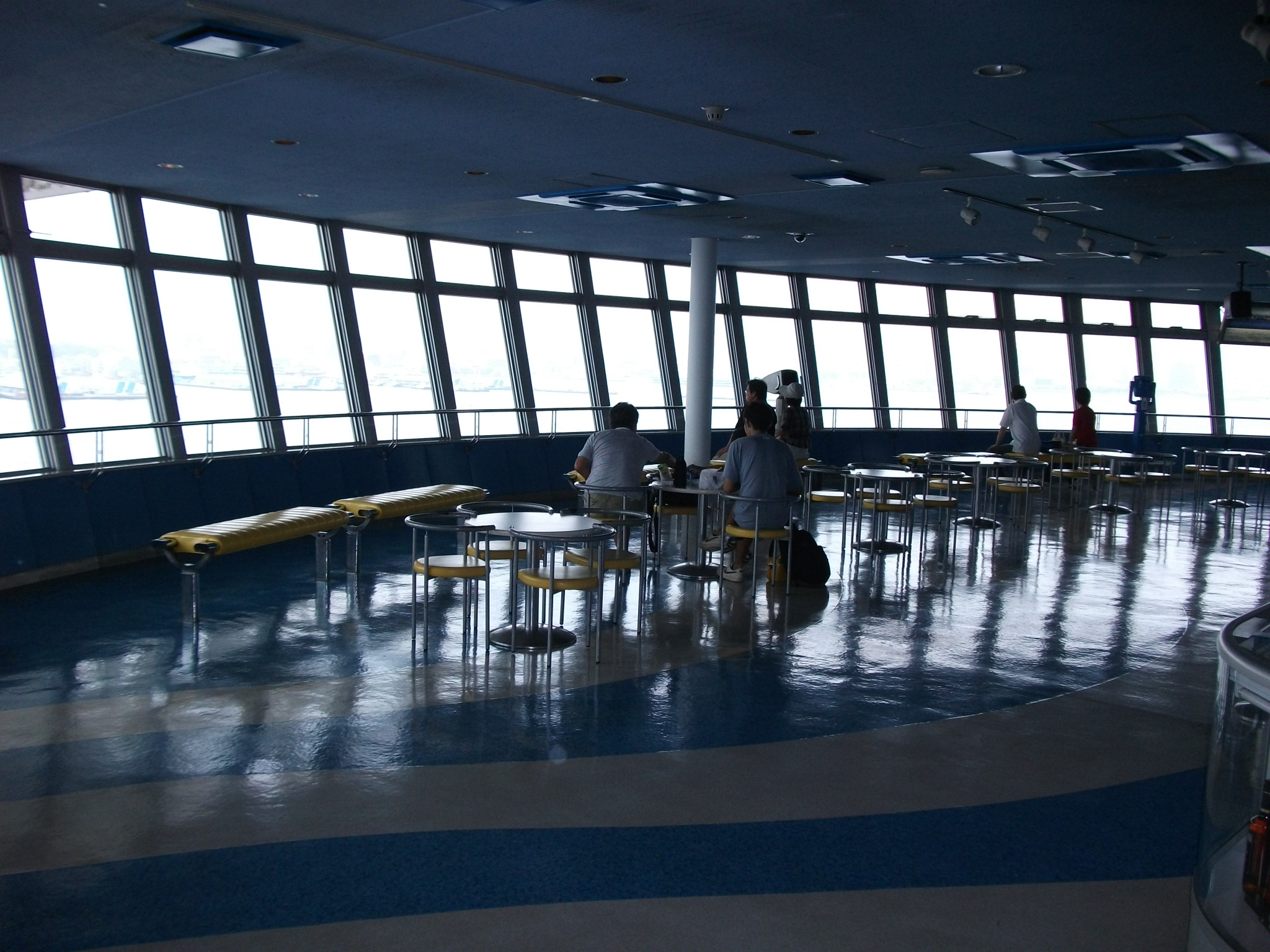
スカイラウンジ

ベイブリッジの大黒埠頭側の主塔下部に設けられたドーム型の展望施設。2階建て構造になっており、2階がスカイプロムナードへの出入り口、1階が展望スペースである。横浜港やみなとみらい、東京湾のほか、クルーズ客船や海上保安庁の巡視艇を見ることができる。
2006年4月からジャズバンドによるコンサートが開始され、2007年4月からは音楽ジャンルを広げて「スカイウォークライブ」の名称で行われるようになり、最終日まで続けられた。売店「ベイブリッジ・スカイクラブ」が営業していたが、2010年3月31日を最後に閉店し、以降は自動販売機による飲料販売のみとなった。
2022年6月25日の横浜スカイウォークのリニューアルオープン後は、新本牧ふ頭のPRの役割が新たに加わったことから、スカイラウンジでは新本牧ふ頭の紹介、建設技術や環境への取り組みなどの映像の上映や模型の展示が行われる。
現在、スカイラウンジ内の化粧室が閉鎖されているため、見学前に事前にスカイタワーの化粧室を利用するように案内されている。
- ドーム直径：32m
- 有効床面積：470m2
- 海面からの高さ：約50m
- 身障者用エレベーター：1基（11人乗り）

## 開放日
2022年6月25日のリニューアル後、基本営業日は土曜日、日曜日、祝日となり、開放時間は11：00～18：00となる。
2022年6月25日のリニューアル後の情報
開放日
- 基本営業日は土曜日、日曜日、祝日[11]。開放時間は11：00～18：00[11]。
- ただし、平日開放日（開放時間11：00～18：00）が設けられる月もある[12]。

入場料金
- 無料[11]

## 歴史
- 1964年（昭和39年） - 当初横浜市によって計画されていたベイブリッジが首都高速道路公団によって引き継がれる。
- 1980年（昭和55年） - 着工。この頃住民からの要望があり、スカイウォークの付属建設が決定。
- 1989年（平成元年）9月27日 - 営業開始[1]。
- 2010年（平成22年）
  - 4月1日 - 営業不振により営業日・営業時間が短縮される。
  - 9月26日 - この日の営業を最後に閉鎖[1]。
- 2019年（平成31年） - 4月より特定日のみ営業を再開（無料開放）[8]。
- 2022年（令和4年）6月25日 - リニューアルオープン[11]

## 交通
下記はいずれも2010年9月の閉鎖時点における情報である。
- 横浜市営バス
  - 京急鶴見駅・鶴見駅東口から17系統乗車〜スカイウォーク前下車（1時間に1本程度、6時台から19時台まで終日運行）
  - 横浜駅東口から109系統乗車〜スカイウォーク前下車（朝夕と日中2便の運行）
- 自家用車
  - 首都高速湾岸線：大黒ふ頭出入口
  - 無料専用駐車場あり（開館30分前-閉館時刻）
  - 首都高大黒パーキングエリア（10:00-17:00のみ外出可）から徒歩で行くことも可能